# Francesca Pomeri
Francesca Pomeri (Osimo, 18 de fevereiro de 1993) é uma jogadora de polo aquático italiana, medalhista olímpica.

## Carreira
Pomeri fez parte da equipe que conquistou a medalha de prata pela Itália nos Jogos do Rio de Janeiro, em 2016.